# Human Rights Foundation

Logo della Fondazione

La Fondazione per i diritti umani (Human Rights Foundation) è un'organizzazione no-profit, impegnata nella difesa dei diritti umani e nella promozione delle libertà democratiche nelle Americhe e a livello globale. È stata fondata nel 2005 dall'avvocato e produttore cinematografico Thor Halvorssen Mendoza e ha la sede principale a New York. Tra i suoi presidenti figura lo scacchista e dissidente russo Garry Kasparov, che ha mantenuto la carica per circa 10 anni. L'attuale presidente è Julija Naval'naja. Organizza ogni anno l'Oslo Freedom Forum in Norvegia. Della fondazione fa parte anche lo storico dissidente cubano Armando Valladares e in passato figure come il dissidente sovietico Vladimir Bukovskij e il monaco tibetano e prigioniero dei cinesi Palden Gyatso.